# Нейво-Шайтанський
Не́йво-Шайта́нський (рос. Нейво-Шайтанский) — селище у складі Алапаєвського міського округу (Алапаєвськ) Свердловської області.
Населення — 2308 осіб (2010, 2645 у 2002).
До 12 жовтня 2004 року селище мало статус селища міського типу.